# Institut Mèdic Valencià
L'Institut Mèdic Valencià és una corporació científica que va ser promoguda per metges i farmacèutics encapçalats per Lluís Bertran i Besante, i fundada oficialment el 31 de març de 1841. Van ser membres de l'Institut els que es van encarregar d'estudiar de manera oficial el problema de la lepra al Regne de València, a més de ser la corporació científica que va estar a l'origen de la creació del Sanatori de Fontilles.

## Context històric
La situació de la medicina valenciana del segle xix era de preocupació; va patir amb especial severitat pel període bèl·lic, així com per la repressió de l'activitat científica durant el regnat de Ferran VII, tal com va passar a tot l'estat. Els corrents innovadors de finals del segle xviii no van tindre continuïtat i les institucions llavors fundades van desaparèixer o van col·lapsar, mentre la medicina europea progressava amb decisió.
Arran la mort de Ferran VII, el període comprés entre el 1834 i el 1868, es va caracteritzar per l'augment de les publicacions mèdiques, el retorn de nombrosos científics exiliats, la recuperació del mètode científic i el naiximent d'institucions de caràcter professional, científic o assistencial. Aquesta recuperació va culminar a les últimes dècades del segle. A València, ni la Reial Acadèmia de Medicina, ni la Facultat de Medicina, van propiciar el marc institucional adient perquè s'afermara aquesta recuperació, fita que sí va aconseguir l'Institut Mèdic Valencià.
El 1837, les Corts van emetre un dictamen que eliminava l'ensenyament d'anatomia a València. Aquesta decisió va generar intenses protestes institucionals a la ciutat. Al dictamen, es destacava l'elevat nivell científic de la Facultat de Medicina i la disponibilitat d'excel·lents recursos pel desenvolupament de la docència, una situació que no es donava en altres ciutats. La Universitat de València va mantenir un registre impressionant de 415 matriculats durant un mateix curs, malgrat les dificultats causades per les guerres carlines, que van reduir significativament el nombre d'estudiants a les aules universitàries. Finalment, el dictamen no es va aplicar.

## Anuncis a la premsa i el Reglament
El 6 de març, va aparèixer als diaris valencians un anunci que deia: 
| « | (castellà) Es convida els professors de Medicina, Cirurgia i Farmàcia que aprecien concórrer a casa del que subscriu, carrer de les Monges número u, per tractar de l'establiment en aquesta capital d'un Institut Mèdic Espanyol, igual que es va fundar a Madrid l'any passat i que tants avantatges reporta aquesta ciència en benefici de la humanitat. La reunió serà a les quatre de la vesprada del dilluns vuit del corrent. | » |

A la reunió del 8 de març convocada per Bertran, van acudir trenta metges i farmacèutics, i altres onze representades, a qui els va exposar el seu projecte. La primera llista de socis incloïa cent seixanta noms que es va incrementar a dos-cents trenta-sis en finalitzar el primer any de la seva existència. Allà mateix acorden iniciar la redacció del projecte, que es concretarà una setmana després, tot just el 15 de març, quan el Reglament que van preparar Chinchilla, Rafel Campos i Fillol, Almazán, Andreu, Santa Maria, i Monserrat es va aprovar.

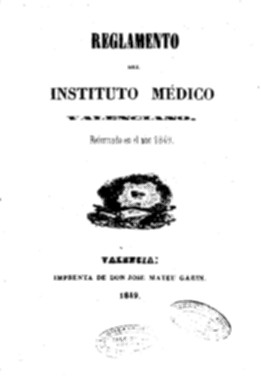
Reglament de l'Institut Mèdic Valencià (1849)

Al Reglament figura també la composició de la primera Junta directiva:
- President: Lluís Bertran i Besante
- Vicepresident: Andrés Miguel Magín Alegret y Mesa
- Secretari de govern: Josep Monserrat
- Secretari de correspondència estrangera: Tomàs Mir
- Comptador: Tomàs Mir
- Tresorer: Ramon Noguera i Martínez, substituït aviat per Ignasi Montesinos

S'establia que els socis foren de tres tipus: residents i corresponsals, llicenciats en Medicina, Cirurgia, Farmàcia o Ciències auxiliars, segons residiren a València o fora, i socis agregats, quan només foren batxillers en les ciències esmentades. Per ser admès n'hi havia prou amb la sol·licitud que, una vegada informada, havia de ser aprovada en junta general, que se celebrava dues vegades per mes. Les Juntes científiques de les diferents seccions tenien lloc diverses vegades al mes.
Tant els Estatuts com el Reglament van anar canviant amb el temps. El desembre del 1841, per exemple, es va reduir el nombre de seccions, es va crear la figura de soci de mèrit i es va proposar oferir un premi general per concurs a l'autor de la millor dissertació sobre un punt determinat de la ciència. Es va reduir també el nombre de sessions perquè aquestes guanyaren en durada i profunditat.
Alhora es constituïen altres instituts semblants per tot l'estat: Àlaba, Guipúscoa, LLucena, Múrcia, Pamplona i Madrid, entre d'altres. Eixe va ser el començament de l'Institut Mèdic Valencià, institució extra-acadèmica que, a diferència de la majoria d'institucions semblants, que van anar desapareixent amb el temps, es va mantenir salvant molts obstacles, fins a l'actualitat.
Dies després, el 30 de març de 1841, a la pàgina 6 de la revista mèdica Boletín de Medicina, Cirujia i Farmacia apareixia la següent notícia:
| «                                                     | (castellà) Instal·lació d'una nova societat a València. Ens escriuen de València que, a conseqüències d'una invitació feta als diaris d'aquella ciutat pel Sr. D. Lluís Bertran i Besante […] es van reunir a la vesprada del 8 del corrent més de quaranta facultatius de les classes abans dites, a més d'inscrits amb posterioritat molts dels que no van poder assistir aquell dia. El Sr. Bertran va llegir un eloqüent […] i els avantatges que resultarien a tots de reunir-se i formar societats com l'únic mitjà d'afavorir la unió, el decòrum i el benestar de la classe, fomentar l'estudi, despertar l'emulació i defensar mútuament els seus interessos. Després de formada una llista de tots els concurrents, es va triar per president i secretaris interins, el senyor Bertran i el senyor Llobet, i es va nomenar una comissió mixta composta dels senyors Chinchilla, Rafael Campos Fillol, Andreu, Almazán, Santa Maria i Josep Monserrat, perquè redactaren un projecte de reglament que s'ha de principiar a discutir el dia 15 del corrent a les quatre de la vesprada. | » |
| — Butlletí de Medicina, Cirurgia i Farmàcia, pàgina 6 | |   |

## La creació de l'entitat
El 31 de març es fa oficial la inauguració de l'Institut Mèdic Valencià amb vuitanta-dos socis fundadors al Paraninf de la Universitat de València. Un mes després, es publica el Butlletí de l'Institut Mèdic Valencià, el seu òrgan d'expressió. Les primeres sessions de l'Institut es van celebrar els dies 6 i 7 d'abril al que fora convent de la Companyia per manca d'un local propi.

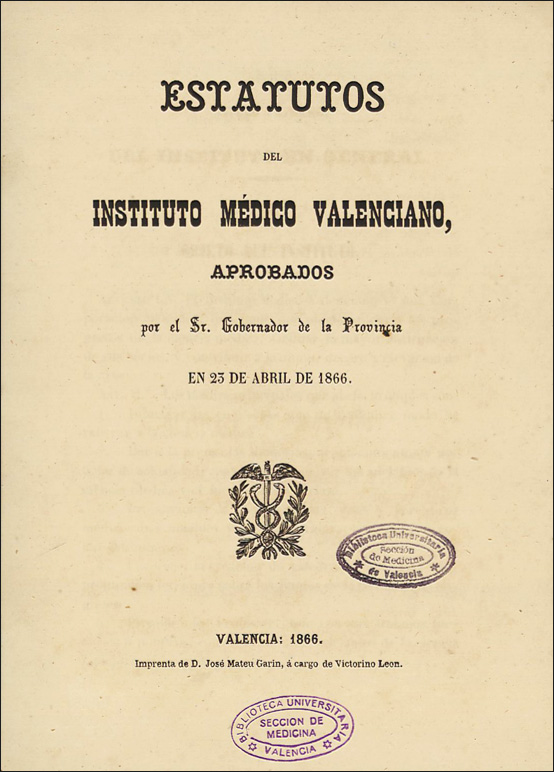
Estatuts de l'Institut Mèdic Valencià (1866)

S'hi consigna com a objecte de la corporació:
| « | (castellà) El procurar els progressos de les ciències mèdiques, facilitar la instrucció dels seus professors i contribuir a la unió, decòrum i elevació de la classe. | » |

La principal via per assolir els fins va ser la discussió a les sessions científiques de punts ardus de la ciència, prèviament il·lustrats per comissions especials, i d'un assortit gabinet de lectura. Es van organitzar cinc comissions de treball —Medicina i cirurgia teòrica, Medicina i cirurgia pràctica, Medicina legal, Higiene pública i Policia sanitària, Farmàcia teòric-experimental i Ciències auxiliars—, totes formades per un president, un secretari i un redactor, als quals s'adscrivien a voluntat els socis per a col·laborar.
A l'editorial del primer número del Butlletí, Bertran exposa com la decadència de la classe sanitària, ha arribat fins a la misèria, i atribueix al liberalisme una pressió fiscal ruïnosa pels metges, una legislació relativa als cirurgians volàtil, o els problemes dels farmacèutics amb intrusos com ara droguers, confiters i empírics.
Dos anys després de la fundació de l'Institut, el 1843, Pere Mata va concebre un pla d'estudis que eliminava totes les facultats de medicina excepte les de Madrid i Barcelona. El pla convertia la Facultat de València en Col·legi de Medicina, que oferia el títol de «Pràctic de l'art de guarir», que sols permetia exercir la Cirurgia menor i l'Obstetrícia, i l'Institut va criticar la divisió de la medicina en doctors per a rics i pràctics per a pobres, que el nou pla d'estudis instaurava. Des de l'Institut es va lluitar conjuntament amb l'Ajuntament, la Diputació, la Societat Econòmica d'Amics del País i el Claustre de la Universitat de València perquè es retirara eixa planificació formativa, que només atorgava una titulació de segona classe.
El 1845, l'Institut va sol·licitar que hi haguera llicenciats en Medicina i llicenciats en Cirurgia; que tots dos tingueren la mateixa categoria; que els estudis teòrics foren els mateixos però no els estudis pràctics; que es permetera l'opció a ambdues llicenciatures però havent realitzat primer una; que qui tinguera els dos títols tinguera la mateixa categoria que el que en tenia un; que es respectaren els drets adquirits pels professors existents; i que es conservara el grau acadèmic de Doctor. La Universitat de València va recuperar la Facultat de Medicina gràcies al pla Pidal, que també va crear l'escalafó unificat de catedràtics. La situació de l'ensenyament es va estabilitzar el 1857 amb la llei Moyano, que fixava una estructura que es va mantindre pràcticament inalterable durant més d'un segle.
Els canvis d'Estatut i Reglament van continuar al llarg del segle i es coneix l'edició de nous al 1844, 1849, 1857, 1866, 1885 i 1899.
L'Institut, després d'un primer període d'estructuració comprés entre el 1841 i el 1868, va viure una etapa d'esplendor des del 1869 fins al 1885, per començar als anys següents una etapa de decadència, degut sobretot a una forta crisi econòmica i a la desaparició de les seues principals figures científiques, procés que continuà el 1893 quan es va fusionar amb l'Associació Mèdic-Farmacèutica per esdevindre l'«Institut Mèdic Valencià-Col·legi de Metges de València». El 19 de desembre del 1894, es concedeix el caràcter oficial a l'Institut Mèdic Valencià-Col·legi de Metges de València, gràcies al treball del Dr. Cantó, que des de l'antic Institut Mèdic Valencià, aconseguí l'oficialitat per «Real Orden». El període decadent va culminar arran la publicació el 12 d'abril del 1898 del «Real Decreto sobre los Estatutos para el Régimen de los Colegios de Médicos», de col·legiació obligatòria, signat per la Regent, i per Trinitario Ruiz Capdepón, Ministre de la Governació. L'Institut quedarà deslligat corporativament de la part oficial del «Col·legi de Metges de València» —embrió de l'actual Col·legi Oficial de Metges de València—, però continuarà la seva missió científica.
El 1891 va deixar de publicar-se La Crònica Mèdica, i el Butlletí el 1896, cosa que indicava una desintegració del grup experimentalista valencià. L'activitat de l'Institut va experimentar un període de letargia fins a la seva refundació el 1978. Des de llavors, els membres de l'Institut han treballat per reviure l'activitat reminiscent de la seva època més destacada.

## Àmbits d'actuació
La seua activitat va abastar tres camps: el social, l'higiènicosanitari i el científic; tot ben arreplegat al Butlletí pels articles originals o de les actes de les sessions sobre temes monogràfics celebrades a l'Institut.

## Àmbit social

### Defensa de l'estament professional
- Ajuda a companys. L'Institut va ajudar sempre metges i farmacèutics amb problemes proporcionant-los auxili moral i material. El 1853 es va crear l'Associació de Socors Mutus de l'Institut, que no sols es limitava a atendre els metges, sinó que fins i tot, va atendre els afectats per les inundacions a les riberes del Xúquer.[25]

- Economia. A mitjans de segle xix, l'abús dels municipis que obliguen els facultatius a practicar autòpsies i altres diligències legals sense abonar després els corresponents honoraris, és un fet habitual. A l'agost del 1842, La Junta general de l'Institut denuncia davant la Diputació de València i la Junta Suprema de Sanitat del Regne, eixes pràctiques comeses contra professionals valencians.[26]

- Política. L'Institut Mèdic sap del gran desconeiximent dels diputats, de les pretensions dels metges i els motius que els impulsen, i per això, hauria de crear comissions i posar en joc les relacions i influencies personals.[26]

- Moral. Es presenta un projecte per reformar moralment la professió, i amonestar els professionals que ultrapassen les seves facultats i que exercisquen inapropiadament la professió, i si persisteixen fer públic noms i faltes.[27]

- Lluita contra l'intrusisme. Altra de les funcions de l'Institut va ser defensar els professionals dels intrusos i xerraires, tasca que va exercir fins a la creació l'any 1894, del Col·legi de Metges de València que va fer-se càrrec d'aquests assumptes. Una de tantes notícies sobre curanderisme apareguda el 13 de setembre de 1908 a Las Provincias.[25][28]

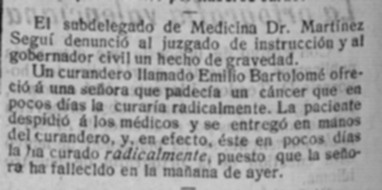
Las Provincias

| \| « \| (castellà) El subdelegat de Medicina Dr. Martínez i Seguí va denunciar al jutjat d'instrucció i al governador civil un fet de gravetat. Un curander anomenat Emili Bartolomé va oferir a una dona que pateix un cancer que en pocs dies la curaria radicalment. La pacient va acomiadar els metges i es vaig lliurar en mans del remeier, i, en efecte, aquest en pocs dies l'ha curat radicalment, ja que la senyora ha mort ahir al matí. \| » \| | |   |
| « | (castellà) El subdelegat de Medicina Dr. Martínez i Seguí va denunciar al jutjat d'instrucció i al governador civil un fet de gravetat. Un curander anomenat Emili Bartolomé va oferir a una dona que pateix un cancer que en pocs dies la curaria radicalment. La pacient va acomiadar els metges i es vaig lliurar en mans del remeier, i, en efecte, aquest en pocs dies l'ha curat radicalment, ja que la senyora ha mort ahir al matí. | » |

### Organització de la Medicina rural[25]
Els abusos que es cometien a l'exercici de la medicina rural van ser denunciats al llarg del segle xix i part del xx per diferents grups. L'Institut considerava el metge rural l'exponent més genuí de la manifestació mèdica vocacional i, per tant, els més dignes d'auxili i protecció.
L'Institut va sol·licitar reformes i una nova organització; a mitjan segle feu una estadística realitzada al Regne de València per demostrar l'abandonament assistencial mèdic en molts pobles, la deficiència en altres, i que molts estaven en mans de xerraires i remeiers. Mitjançant el Butlletí Oficial de la província va demanar als ajuntaments que, quan tingueren alguna vacant de metge titular, contactaren amb l'Institut per poder triar els més idonis per exercir la plaça. A partir d'aquell moment van aparèixer publicades nombroses vacants que facilitaven dades valuoses per conèixer el tracte i la dotació que tenien els metges rurals.
Així mateix, es va dirigir als metges rurals perquè davant de qualsevol problema, els feren sabedors per gestionar solucions amb les autoritats, i els engrescà a fer una topografia mèdica del poble on residien. Altrament demanaren al Governador dotació a tots els pobles de taules anatòmiques i utensilis per practicar les autòpsies.

## Àmbit higiènicosanitari

### Actuació epidèmica local: lepra al Maestrat[29]
Tot i que la «Junta Suprema de Sanitat» i l'Acadèmia van tractar de minimitzar el tema, l'Institut va nomenar el febrer de 1843 Joaquim Rodrigo i Barra i el farmacèutic Francesc Ramos i Tarrat perquè anaren a visitar els pobles afectats. Van presentar un informe el 15 de març. A Alcalà de Xivert van reconèixer onze leprosos, cinc a Benicarló i deu més a Vinaròs. Als pacients d'Ulldecona, on s'havia situat el focus, no els van analitzar per haver estat reconeguts per una comissió que havia enviat Barcelona.
Entre les causes que va influir, esmentaren les males condicions higièniques, la manca gairebé absoluta de policia sanitària i la deficient alimentació. S'assenyala que es tracta de lepra veritable; a Vinaròs algun cas en la seva forma d'elefantiasi dels grecs, a Benicarló lepra escamosa o vulgar i a Alcalà l'ulcerosa.
L'informe s'acompanya d'un article de Joaquim David on s'estudia la història de la lepra al Maestrat, la seva clínica, evolució, distribució geogràfica, classificació i causes. S'afirma que és hereditària, transmissible per la lactància i no contagiosa. Es proposa crear un hospital per als malalts. Tot això es va remetre a la Junta Suprema de Sanitat que, alhora, ho va remetre a l'Acadèmia perquè el tinguera present en redactar l'expedient que se li va encarregar. El 1843 es va presentar la Memòria sobre la lepra tuberculosa o elefantiasi, que es pateix a Vinaròs, Benicarló i Alcalà, que d'ordre de l'Acadèmia de Medicina i Cirurgia de València va escriure el metge Ignasi Vizcarro i Puchol. Els dos informes difereixen poc. L'Institut va premiar Vizcarro amb el títol de Soci de Mèrit. El 1848 encara no s'havia pres cap mesura eficaç. Després l'Institut també va intervenir en la denúncia d'algun cas de lepra.

### Actuació epidèmica local: triquinosi al Villar[31]
El 1876, després de la matança d'un porc al Villar i d'haver ingerit llonganissa, diverses persones van emmalaltir, morint-ne quatre. La Junta Provincial de Sanitat va nomenar una comissió formada per Bartomeu Serrador, Josep Rodes, Doménec Capafons, i encapçalada per Joan Baptista Peset, que es va traslladar al Villar per estudiar el cas; van visitar dèneu malalts, van parlar amb el seu metge titular i amb els de les poblacions veïnes.

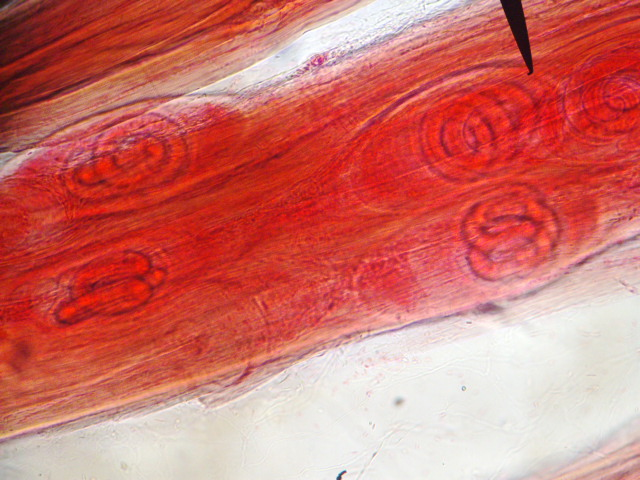
Larva de Trichinella spirallis dins d'un porc.

Després de descartar una sèrie de verins, es va atribuir la causa a les espècies utilitzades. Al mes i mig es van donar dos nous casos i una altra mort.
Es va pensar llavors en una malaltia oculta al porc, anomenada triquinosi, que no s'havia donat mai a les nostres terres. Abans de conèixer amb exactitud el diagnòstic es va recomanar a les autoritats que prohibiren l'ús de carn mentre s'analitzava el problema de manera definitiva i que els metges tractaren els afectats amb antisèptics.
Curiosament no es va esmentar un article que Lluís Bartual i Moreno va traduir i en què es parlava d'aquest paràsit i de la profilaxis de la malaltia.
Els assajos microscòpics van tenir lloc al laboratori de la Universitat de Josep Monserrat i Riutort, duts a terme per Pau Colvée i Roura, tots dos membres de l'Institut. Es van veure triquines tant al natural com després de tractar els músculs amb àcid acètic. Es van detectar també a la pasta de les llonganisses i al múscul masseter d'una malalta morta.

Peset, com a president de la Comissió permanent, va recomanar al Governador civil que prenguera les mesures següents:
| « | (castellà) 1r Que es menge carn de porc cuita o torrefacta entre els 75º i 100º. 2n Que s'estudie la procedència del porc. 3r Que es veja si abunden les rates a les cingleres i si aquestes tenen triquina, o que enviaren un exemplar per a la seva anàlisi. 4t Que donen compte de l'estat sanitari del poble, malalts existents, etc... 5é Que es comunique a les corporacions mèdiques d'aquesta capital i a la Reial Acadèmia de Medicina i Cirurgia de Madrid per estudiar tan important qüestió. Se suggereix, finalment, que a l'escorxador de València s'analitzen totes les carns de porc al microscopi. | » |

A la seu de l'Institut es va plantejar una discussió sobre la triquinosi en general. Es va proposar una comissió d'estudi, composta per Peset, Casanova, Gómez, Colvée, Machí, Cantó, Aguilar i Lechón.

### Actuació epidèmica local: paludisme a València[33]
L'Institut va intervindre diverses vegades pel tema del paludisme, especialment quan s'agreujava la situació crònica que patia València.
El 1842 Casany i Riglà va publicar al Butlletí de l'Institut Mèdic Valencià la monografia «Consideraciones teórico-prácticas sobre las calenturas intermitentes», on estudia la seva simptomatologia, diverses explicacions patogèniques, la seva relació causal amb el fred, la calor i la humitat, l'efecte dels emètics com la quina, etc...
A principis de 1845 el Salvador López va presentar per a la seua discussió la «Causa de la mayor frecuencia de las calenturas intermitentes este año en Valencia», on es decantava per la teoria miasmàtica i va atribuir l'augment de casos del 1844 a les grans pluges que van afavorir l'estancament de les aigües. L'Institut va creure que per vèncer la malaltia havien de participar les autoritats polítiques i l'Acadèmia.
L'any 1862 la Societat Valenciana d'Agricultura va encarregar a l'Institut que el tema d'un dels seus premis fora la redacció d'una cartilla higiènica pels arrossers. Va ser acceptada la proposta i el 1863 es va premiar la memòria «Cartilla higiénica para el cultivador de arroz y habitantes de tierras pantanosas», presentada per Johann Baptist Ullesperger, de Viena.

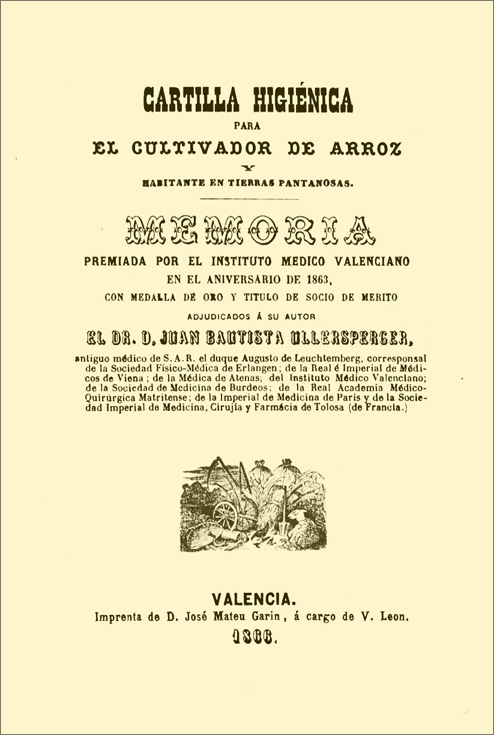
«Cartilla higiénica para el cultivador de arroz y habitantes de tierras pantanosas»

Pel que fa al tractament, diversos socis van proposar algunes substàncies sense deixar d'utilitzar la quina. Entre aquestes el prusat de ferro, el cloroform i els arsenicals.
El 1872 el doctor Gilbert Déclat de Neboud, de París, va sol·licitar a l'Institut que emetera un informe sobre el nou mètode de tractar les intermitents a base d'àcid fènic. Tot i les dificultats es va provar en vuit malalts. Es va assenyalar que no era un bon mètode pel car i el poc eficaç. Ni tan sols podia considerar-se com a succedani de la quinina. El 1879 Déclat va visitar València per defensar el seu mètode i per sol·licitar que es repetiren les proves. Lechón i Moya, que va provar novament el procediment a Sagunt i a l'Hospital Provincial, va concloure que l'àcid fènic era menys eficaç que la quinina i més dolorós. Per tant, l'Institut va continuar defensant l'ús de la quina.

### Actuació epidèmica local: còlera de 1848 i de 1885[34]
Al llarg del segle xix hi va haver diverses pandèmies de còlera. Quan es tenia notícia que alguna podia arribar a València es posaven en marxa estudis sobre la malaltia i es buscaven mitjans per protegir-se. Quan es va saber de l'epidèmia de Berlín del 1848 es van desenvolupar una sèrie de treballs per posar al dia els socis de l'Institut i trobar solucions per al problema.
Davant la invasió del 1854 el llavors president de l'Institut Ramon Noguera i Martínez, va presentar a discussió la contagiositat del còlera, les mesures higièniques per mitigar-ne el contagi i el mètode curatiu més adequat. Alguns socis, entre ells Noguera i Lloret, van defensar la idea que era epidèmic però no contagiós. Altres, com Rodrigo i Insausti, creien que era contagiós de manera accidental. El debat es va ajornar atès que el problema ja era urgent.
El 20 d'agost de 1854 Peset va presentar una memòria per ser publicada al Butlletí, a la que van seguir moltes altres de diversos autors, on després d'un estudi clínic, analitza les mesures higièniques que s'havien d'adoptar. La repetició del brot a l'estiu de 1855, feu que Ramon Hernández Poggio publicara les observacions recollides a l'Hospital Militar de València durant l'epidèmia anterior, on manifesta la ineficàcia del més de cent vint-i-dos procediments que es van provar; Antonio Navarra y Pérez va publicar al Butlletí dos articles que donaven notícia de la marxa de l'epidèmia. A la capital es van veure afectades 27.000 persones de les quals van morir 5.200.
S'advertia de l'existència de nombrosos intrusos i xerraires que oferien remeis miraculosos i es demanava a les autoritats eclesiàstiques que suprimiren el dejuni i l'abstinència.
El francés Joulin va guanyar un dels premis amb una memòria sobre el còlera en què presentava un estudi clínic i anatomopatològic i inclou els resultats de l'anàlisi de sang, orí, exsudats, excrecions dels malalts.
Navarra va anar descrivint les mesures que adoptaven les autoritats, la seva extensió per les comarques del Sud i la invasió de diversos pobles com Sueca i Oliva. L'Institut va continuar elaborant informes durant molt de temps, especialment en el brot que hi va haver a Alboraia el 1860 i la invasió que va patir la capital el juliol de 1865.

#### L'epidèmia de 1885
Un dels moments de més activitat de l'Institut va tenir lloc durant l'epidèmia de còlera del 1885. El 1884, davant les notícies d'una nova epidèmia a Toló, la Secció d'Higiene de l'Institut es va oferir a les autoritats com a corporació científica per practicar els estudis que foren necessaris, redactar una cartilla higiènica i fer conferències sobre la malaltia. Va inaugurar les sessions Peset i Vidal, el dia 24 de setembre amb una conferència sobre la «Profilaxis y tratamiento del cólera», basat en les seves experiències en epidèmies anteriors. Va proposar un tractament empíric i simptomàtic en desconèixer-se la veritable causa del còlera. Pel que fa a la profilaxi, evitar l'alè i contacte amb el malalt, rentar-se bé les mans amb desinfectants, etc... Amalio Gimeno convidat a parlar, va opinar que havia de donar-se al debat més amplitud que la proposada per Peset. Va parlar de les idees de Koch en admetre com a causa específica el «Bacillus Virgula», que es trobava en tots els casos de còlera i que es contagiava per via digestiva; a més parlà de patogènesi, profilaxi i tractament
Precisament Gimeno va posar pròleg a la traducció que Garín i Navarro van fer de la comunicació de Koch al Consell Imperial de Sanitat de Berlín, «El cólera según el doctor Koch, conferenciada dada por el Dr. Robert Koch en el Consejo Imperial de Sanidad de Berlin y discusión habida a propósito de sus trabajos en Egipto, India y Tolón».

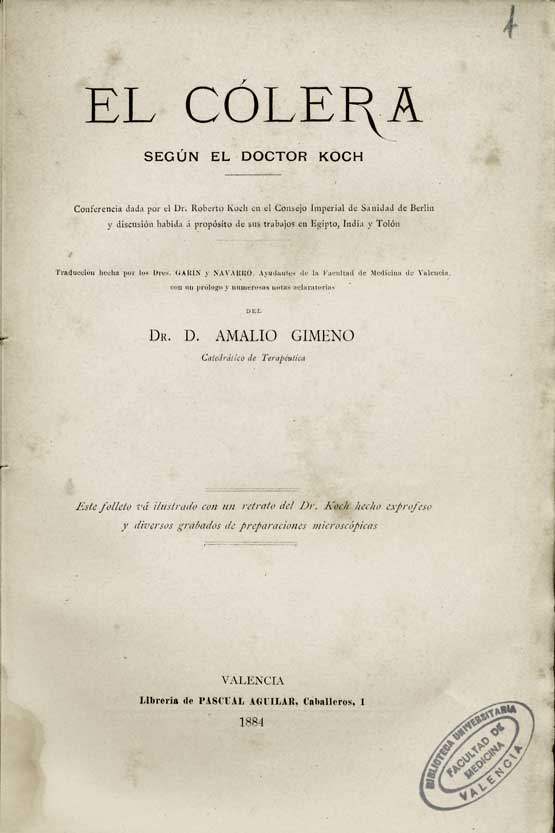
«El cólera según el doctor Koch, conferenciada dada por el Dr. Robert Koch en el Consejo Imperial de Sanidad de Berlin y discusión habida a propósito de sus trabajos en Egipto, India y Tolón»

Gimeno, que va acompanyar el Governador civil a Beniopa, on s'havia presentat un cas, a la sessió del dia 22 va mostrar unes preparacions del «Bacillus Virgula». A La Crònica Mèdica del 20 de novembre del 1884, va inserir la següent:
| «               | (castellà) Nota. Podem donar una interessant notícia als nostres lectors. Examinades microscòpicament les deposicions dels malalts a Beniopa, s'ha aconseguit trobar el «Bacillus Virgula» de Koch: hem intentat obtenir cultius i ho hem aconseguit a la creïlla i a la gelatina amb tots els caràcters distintius. L'Institut Mèdic Valencià ha estat la primera corporació d´Espanya que ha pogut observar preparacions microscòpiques del cèlebre microbi colèric [...] | » |
| — Amalio Gimeno | |   |

A la sessió del 3 de gener de 1885, Gimeno va informar de la visita realitzada al Dr. Ferran a Tortosa per Pasqual Garín, Pau Colvée i ell mateix. Va parlar dels cultius del bacil i del troballa d'un altre ésser més organitzat anomenat «Peronespora Barcinosis».
Ferran va realitzar proves d'immunització de conills mitjançant injecció de cultius de vibrió. Va enviar una memòria a l'Ajuntament de Barcelona i una altra a l'Acadèmia de Medicina de la ciutat. Una comissió va presenciar els experiments i va dictaminar positivament.

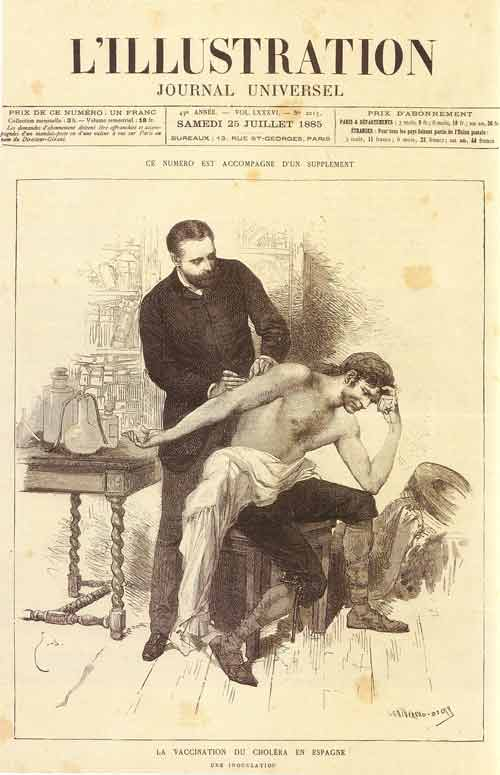
Vaccinació del Dr. Ferran. Portada de L'Illustration Journal Universel

Davant l'existència d'alguns casos de Xàtiva, Gimeno i Candela van negociar amb el Governador civil que Ferran vinguera a València; va arribar el 4 d'abril, el dia 5 va anar a Xàtiva on va començar a preparar la vacuna i, en estendre's ràpidament l'epidèmia, van començar a Alzira les vacunacions a gran escala. Va vaccinar més de 30.000 persones, de les quals només una cinquantena van morir. El dia 18 es va informar els membres de l'Institut que Ferran faria una conferència pràctica sobre el còlera.
El Dr. Moliner va plantejar una discussió en els termes següents: «Camino que debe seguirse para llegar a la curación del cólera y crítica del procedimiento seguido por el Dr. Ferran». Va durar mes i mig. Al principi va tenir caràcter local i mesurat, però va acabar convertint-se en un assumpte internacional i exaltat.

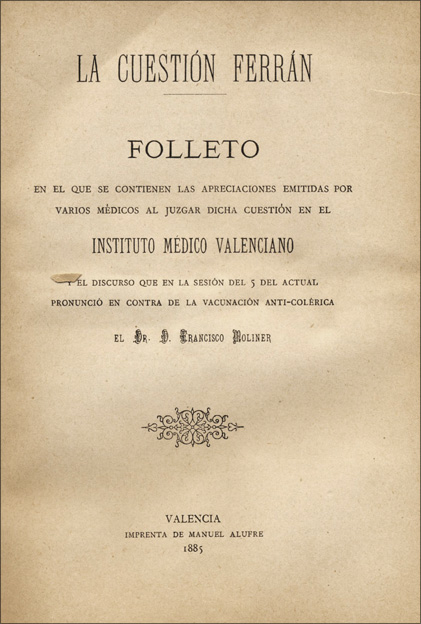
«La cuestión Ferran»

Moliner va reconèixer les troballes de Ferran però va criticar com s'estava portant a la pràctica: aïllament, secretisme i manca d'estadística. A aquesta postura es van sumar Gil y Morte i Crous i Casellas. En defensa de Ferran parlava Gimeno. però va decidir no intervindre més després del 8 de juny, perqué els debats entraven ja al terreny personal.
La vacunació va ser prou polèmica i la campanya de vacunació va tenir un gran ressò, ja que era la primera vegada que s'inoculava una vacuna bacteriana obtinguda al laboratori. La comunitat mèdica, però, va quedar dividida entre els defensors del vaccí anticolèric —els anomenats «ferranistes»— i els crítics, encapçalats per Santiago Ramon y Cajal.
També es va criticar Cajal, Pastor, Garín i Navarro perquè no hi intervenien i eren ells els que practicaven profunds estudis microgràfics.
El debat va continuar amb la presència de comissionats nacionals i estrangers als salons de la Diputació.
No només es va parlar de l'etiologia i la profilaxi sinó d'altres productes com l'helenina que va presentar Orellano.
La polèmica va enfrontar progressistes i conservadors al Congrés, fins al punt que el ministre de Governació, Francisco Romero Robledo, va suspendre les vacunacions.

### Campanyes vacunals[37]
La vacunació contra la pigota a Espanya va començar ràpidament després que Jenner fera públiques les seves descobertes, i va ser pràcticament universal el seu ús el 1808. Malgrat l'entusiasme inicial, després de la guerra del Francés, l'interès va decaure i van tornar a sorgir brots de pigota.
L'Ajuntament de València vacunava gratuïtament a la Casa Vestuari des de 1816, però la desconfiança i els procediments de vaccinació defectuosos que ocasionaven úlceres considerables i altres problemes, van fer que la gent desconfiara i exigira la inoculació del virus de la pigota bovina original. L'Institut Mèdic Valencià va tenir un paper clau promocionant la revacunació i establint protocols. Al Butlletí de l'Institut Mèdic Valencià es va publicar el 1847 una Memòria sobre les utilitats de la segona vacunació, que es va llegir el 1841 a l'Acadèmia de Medicina i Cirurgia de Barcelona. A la mateixa el seu autor Josep Oriol i Navarro va defensar la revacunació basant-se en unes estadístiques procedents de dades de l'estranger en faltar els espanyols.
El dia 5 de maig de 1851 l'Institut va proposar vacunar als locals de la Corporació. Es va nomenar una comissió constituïda per Navarra, Testor, Alafont, perquè estudiaren els avantatges que la decisió podia determinar.

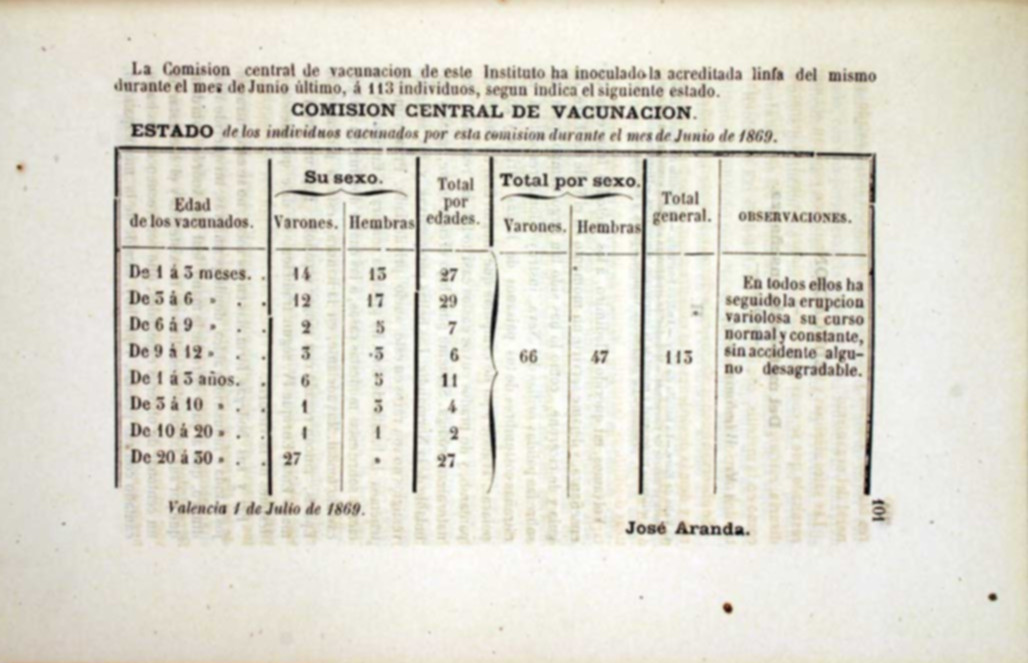
Vacunats al juny de 1869 per la Comissió Central de Vacunació de l'Institut Mèdic Valencià.

Als trenta dies van presentar un informe complet sobre la història de la verola i les seves diverses epidèmies, els experiments per inocular la benigna, els avantatges de la propagació del cowpox, etc. També proposaven un reglament que es va aprovar el 30 de juny i el dia 2 de juliol es va constituir la Comissió Central de Vacunació.
Navarra va ser el seu president, Casimir Domingo, secretari, i Alafont, Testor i Llàcer els vocals. El dia 31 de desembre van començar les inoculacions. Les finalitats que perseguia l'Institut eren dues: una profilàctica i una altra experimental i estadística. La Comissió va fer servir des del començament el cowpox genuí remès anualment per evitar la seva degeneració per la interrupció de la vacunació a l'estiu per «The Animal Vaccine Establishment», del qual es declara l'Institut societat corresponsal des de l'1 de desembre de 1852.
Va nomenar soci de mèrit John Sutherland, inspector mèdic del «General Board of Health» i John Aycton, Thomas Mayo, Arnott i Clement Hue. La conservació i propagació la realitzaven braç a braç; els vacunats eren obligats a tornar quan es formara la pústula per vigilar el curs i extreure la limfa per a successives inoculacions. Pel que fa a prendre la limfa i a conservar-la, l'Institut va adoptar totes les precaucions, malgrat això va ser acusat d'ús inadequat de la limfa i ve perdre suport oficial. Tot i això, va esdevindre centre provincial de vacunació l'any 1894 i va ser reconegut fins i tot després de la creació de l'Institut Nacional de la Vacuna.

### Contribució a la higiene local[38]

#### Urbanisme
D'això se'n va encarregar la Comissió de Medicina Legal, Higiene Pública i Policia Sanitària. Diversos membres de l'Institut pertanyien a la Junta Provincial o Municipal de Sanitat. Va merèixer sempre el respecte i consideració de les autoritats locals i provincials.
Algunes de les seues actuacions:
- 1850. Es nomena una comissió per estudiar les causes de la major freqüència de la tisi a València.
- 1858. En el discurs inaugural Antoni Andreu i Carreras va proposar la construcció d'un passeig d'extramurs purament higiènic que es podia dur a terme des de la muralla de València fins a Burjassot i Godella amb abundant arbrat.
- 1863. Peset i Vidal proposa la discussió sobre la benignitat i salubritat del clima de València.
- 1868. Comenge planteja a l'Institut l'oportunitat del reconeixement higiènic de les cases. Es va mostrar partidari de la construcció de cases aïllades o en illes de poca extensió, de manera que la ciutat pogués créixer en forma de barris solts per afavorir-ne la ventilació. Els carrers haurien de ser amples, rectes, amb pedres o rajoles amb la deguda inclinació cap a les clavegueres. S'haurien de netejar i regar sense entollar-les ni tirar aigües brutes. Els edificis públics estarien aïllats, serien amplis i espaiosos, se situarien a places i s'equiparien amb parallamps.
- 1870. Nicolás Ferrer y Julve presenta a debat la següent proposició: «¿Dadas las condiciones del río Turia, en el espacio comprendido entre el puente del Mar y el del Ferrocarril, ¿se puede asegurar que influye desfavorablemente sobre la salud de los habitantes de Valencia? ¿La Higiene Pública, puede dictar algunos preceptos para cambiar aquéllas?» S'havia format un altre focus d'infecció que afavoria la putrefacció i els miasmes, l'aparició d'intermitents als caserius veïns, infiltració als pous propers i fetidesa de l'aire. Va participar en la discussió un regidor i es va arribar a una sèrie d'acords per prendre les mesures adequades amb l'objectiu de solucionar el problema.
- 1875. L'Institut va advertir del mal estat higiènic que presentaven la presons, i Josep Pallarés i Gabriel ho va tractar a «Cárceles en general y en particular las de Valencia, bajo el punto de vista médico-legal».
- 1878. Pedro Lechón i Moya va exposar els defectes que patia l'Hospital Provincial i les reformes que necessitava.

#### Higiene i policia sanitària

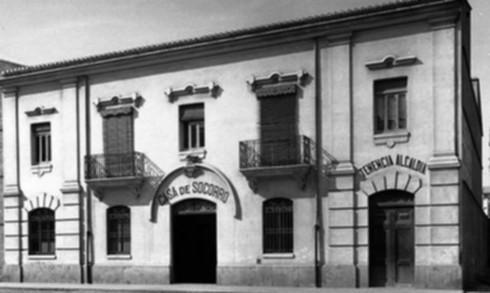
Casa de Socors de Russafa

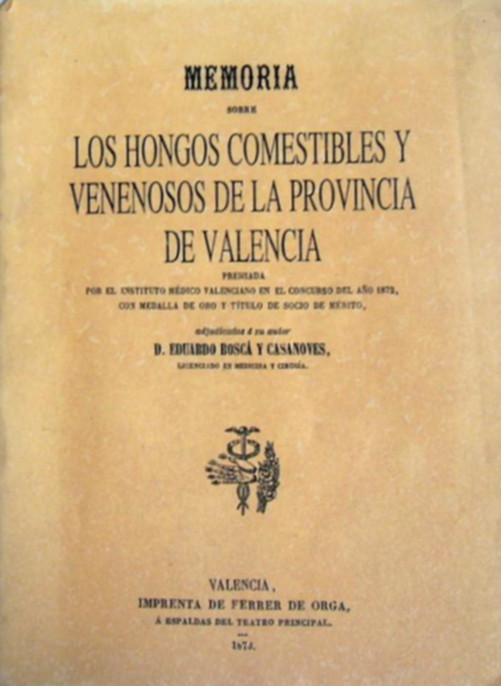
«Memoria sobre los hongos comestibles y venenosos de la provincia de Valencia»

En aquest camp es varen dur a terme diferents actuacions, entre les que cal remarcar:
- Francesc Navarro va plantejar el 1869 la discussió sobre la necessitat de popularitzar la Medicina, de vulgaritzar-la per desterrar antigues creences i ensenyar què és la Medicina i el metge al poble. Seguint la proposta Juli Magraner es va comprometre a donar una lliçó setmanal d'Higiene al Centre Popular de València.
- L'Escola Industrial va sol·licitar de l'Institut que algun soci els instruira, i Ferrer y Julve els va parlar sobre filosofia amb aplicació a la Higiene. Moliner va proposar la creació de càtedres de Medicina popular per instruir la gent, donar sentit mèdic i evitar la ingratitud amb la Medicina. Chiarri va pronunciar a la Lliga de Propietaris de València una conferència sobre viticultura. A petició de Josep Vicente i Fillol es van establir consultes gratuïtes a partir del 1845.
- La prostitució va ser tema de discussió al llarg de tot el període. Fillol va proposar demanar dades estadístiques per discutir el problema sota tres punts de vista: el moral, el mèdic i l'administratiu. Ferrer y Julve va estudiar la manera de combatre la prostitució. Cantó es va encarregar el 1888 de presentar el tema «Profilaxis pública y social de la sífilis».
- L'Institut va denunciar diverses vegades l'adulteració d'aliments i medicaments. El farmacèutic Joaquim Salvador es va ocupar del safrà; Donday, del café, i Peset i Cervera del vi.
- El 1867 es va premiar la memòria de Rafel Cisternas «Catálogo de los peces comestibles que se crían en las costas españolas del Mediterráneo y en los ríos y lagos de la provincia de Valencia»,[39] i el 1872 la d'Eduard Boscà «Memoria sobre los hongos comestibles y venenosos de la provincia de Valencia» (va ser premiada el 1872)[40] Comenge va proposar que l'Institut intervinguera en la lactància dels infants oferint-se per al reconeixement de les nodrisses i per a la inspecció física i química de la llet, a causa dels abusos que es cometien.
- El 1882 Vicent Peset va estudiar l'enllumenat sota el punt de vista higiènic, i més tard l'Ajuntament va acceptar un Projecte de laboratori d'higiene pública i de salubritat municipal, que va ser Peset i Greus.
- L'Institut també va intervenir en la creació de les Cases de Socors de València. El 1881, Cantó va proposar la conveniència de crear un Cos d'Higiene i Salubritat Municipal amb ingrés per oposició que s'encarregara de les Cases de Socors,[d] de la profilaxi de les malalties, de les malalties epidèmiques i endèmiques, de la inspecció de les escoles i cases insalubres, de l'aire, del terra i aigües de la població i de la demografia sanitària. A més, va assenyalar que aquest organisme havia d'estar compost per metges i inspectors veterinaris, amb l'auxili d'enginyers i arquitectes municipals.

#### Beneficència
Vicent López i Ramón va presentar el 1873 un estudi comparatiu entre la Beneficència nosocomial i domiciliària, i va concloure que l'assistència domiciliària era preferible a l'hospitalària, i el 15 d'octubre del mateix any es va publicar el Reglament per a l'assistència facultativa als malalts pobres

## Àmbit científic
L'Institut va dissenyar la seva tasca científica vers tres seccions: la de medicina i cirurgia, farmàcia i ciències auxiliars, i higiene i medicina legal, que es van ampliar el 1855 amb les d'estadística, vacunació, redacció i foment i la de socors mutus, completades anys més tard amb estudis biològics, ginecologia i pediatria.

### Ciències mèdiques bàsiques[42]

#### Morfologia
El desenvolupament del coneixement morfològic a l'Institut va seguir una línia similar a la del conjunt de l'estat. El 1841, Anastasio Chinchilla va publicar reflexions sobre el sistema nerviós, basades en les idees de Reil, Spallanzani i Cuvier. El 1843 va veure la formulació de l'«anatomia general» de Bichat com un dels resultats més destacats del treball anatòmic. S'enumeren també les contribucions de Duméril, Boyer, Marjolin, Cloquet, Gall, Serres, Desmolins i Velpeau, tot i que, malgrat estar al corrent dels avanços europeus, van prevaler les idees pre-cel·lularistes, tot i una clara incorporació de la noció de teixit.
El 1846, es van considerar els tumors com a alteracions en la nutrició que afecten el nombre de molècules d'un teixit, la seva consistència o naturalesa. Tot i parlar del microscopi, la seva adopció per part dels membres de l'Institut no va ser evident fins que Francesc Navarro el va integrar als procediments diagnòstics tumorals. Inclusivament, es va proposar com a tema per a premis el 1868. El 1879, Colvée va introduir una nova tècnica d'il·luminació per reflexió.
Inicialment, hi va haver cert escepticisme respecte a la teoria cel·lular. Pelegrí Casanova cap al 1875 adoptà totalment les idees de Virchow al respecte.
També es va reconèixer l'ús del microscopi al camp de la parasitologia i bacteriologia. El 1871 es va debatre la teoria miasmàtica de les malalties infeccioses. L'any següent es va reconèixer la presència d'infusoris i el 1877, Colvée va parlar dels «microzoaris i microfits», i va acceptar la doctrina bacteriològica basada en els experiments de Pasteur sobre el carboncle, així com també reconegué la possibilitat de les vacunes, la necessitat de l'antisèpsia i l'asèpsia en cirurgia. Entre el 1879 i el 1880 es van publicar els experiments de Pasteur sobre el còlera de les gallines.
Va haver-hi debats significatius sobre la causa del còlera i la vacunació Ferran duta a terme a l'epidèmia de 1885.
D'altra banda, el 1877, Pelegrí Casanova va intentar impulsar els estudis d'embriologia normal per comprendre la patologia a la llum de l'evolucionisme.

#### Fisiologia
La nova fisiologia va tardar a fer-se present a l'Institut. Ferrer y Julve va publicar el 1866 «Funciones del hígado», basant-se en les experiències de Claude Bernard, Magendie, Sehmann i Frerichs. A partir d'ací, Cajal va difondre diversos treballs al Butlletí entre els quals es comptaren: 
- «El estudio anatómico de la sangre»[43]
- «Fibra muscular del ala de los insectos»[44]
- «Músculos de las patas de los insectos»[45]
- «Tejido óseo»[46]
- «Textura de la fibra muscular de los mamíferos»[47]
- «Coloración por el método de Golgi de los centros nerviosos de los embriones de pollo»[48]
- «Nota preventiva sobre la estructura de la médula embrionaria»[49]
- «Nuevas aplicaciones del método de Golgi»[50]

El 1877, Vicent Peset va aportar diversos treballs. Va traduir els darrers estudis de Bernard i va exposar la teoria de la fermentació, la teoria dels gèrmens i l'efecte dels antisèptics. Va ser guardonat el 1879 pel seu treball «La fermentación en Fisiología y Patología».
Peset i Cervera va defensar la necessitat de la investigació de laboratori i va seguir publicant sobre aquests temes al Butlletí. Aguilar i Lara també van contribuir amb els seus treballs sobre la fisiologia dels nervis vasomotors.

#### Història de la medicina
La història de la medicina sempre va ser una disciplina interessant pels socis de l'Institut. Al principi es va tractar de simples escrits de divulgació amb un caràcter llibresc. Van anar pujant de nivell després fins a l'aparició del «Bosquejo de la historia de la Medicina valenciana», de Peset i Vidal, i el desenvolupament successiu de les sessions apologètiques.

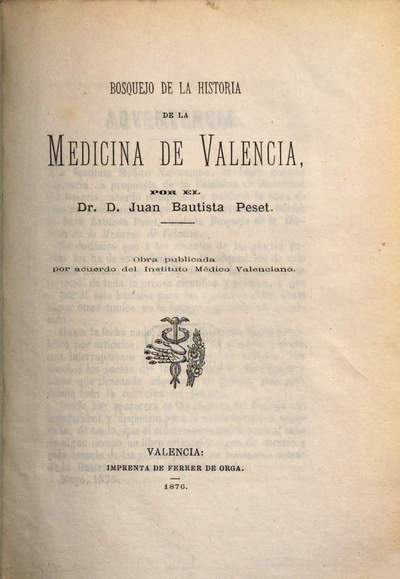
«Bosquejo de la historia de la Medicina valenciana»

#### Física, química i ciències naturals
També van ser cultivades pels socis de l'Institut, especialment pels farmacèutics. De botànica mèdica va destacar el treball de Boscà, «Memoria sobre los hongos comestibles y venenosos de la provincia de Valencia» (va ser premiada el 1872) i les lliçons desenvolupades per Salvador i Benedicto al llarg de 1874 i 1875. Cal citar també «Catálogo de los peces comestibles que se crían en las costas españolas del Mediterráneo y en los ríos y lagos de la provincia de Valencia» de Rafel Cisternas, que va ser premiada el 1867.

### Patologia i Medicina interna[53]
L'Institut es va crear en una època de grans controvèrsies filosoficomèdiques, però els seus membres sempre es van moure amb la prudència de l'eclecticisme racional. Campà proposava l'eclecticisme experimental com a fórmula de conciliació entre dogmatisme i experimentalisme. El 1875 Magraner es va mostrar partidari del positivisme pur i del dualisme harmònic, tendència entre les idees exclusives i l'empirisme racional. El 1883 Gimeno tornà a insistir en la necessitat de situar-se en l'empirisme racional. L'orientació anatomopatològica, fisiopatològica i etiològica es van fer paleses als treballs i discussions de l'Institut des d'un primer moment.
A l'Institut també es va debatre sobre dues teories nascudes a finals del segle xviii i principis del xix: el magnetisme animal i l'homeopatia. Pel que fa a la primera, a començament de 1845, Ramon Comellas a petició d'un soci va exposar els resultats «Reseña sobre el magnetismo animal dedicada a los médicos y al público española». Quan es va plantejar la corresponent discussió, Josep Vicente Fillol la va considerar una pèrdua de temps. Per ell les experiències eren meres farses. Francesc Llorca i Joaquim Casany van ser més moderats en les intervencions.
La comissió que havia d'emetre informe ho va fer en un to tan negatiu que fins i tot es va prohibir al frenòleg català Marià Cubí que fera una demostració.
L'homeopatia va tenir gran relleu a mitjans de segle xix, tot i que a València la seva influència va ser menor. Els seus defensors van ser Xavier Argelich i Manuel Pastor.
El debat sobre aquest tipus de medicina a l'Institut es va iniciar el 1849, quan Vicent Peiró la va analitzar amb experiències pròpies. Entre els crítics més destacats figuren Joan Gaspar Vicente i Hedó i Carlos Lucía y Martínez, metge de Sogorb.
Les discussions sobre el tema van acabar el 1866 amb el debat sobre un decret relatiu a la fundació de les clíniques homeopàtiques. La postura de l'Acadèmia de Medicina de València també va ser negativa; de fet el 2 de gener de 1855, Casany —metge que va combatre de manera eficaç aquesta doctrina— feu el discurs inaugural de l'Acadèmia amb el títol «La homeopatía o juicio crítico de la misma».
Pel que fa a les publicacions sobre clínica mèdica hi va haver dues tendències: la publicació de casos propis dels membres de l'Institut i el plantejament i la discussió dels problemes conceptuals de les entitats nosològiques més importants.
Pel que fa a l'exploració, es van consignar nous mètodes: la cureta exploradora, la cureta capil·lar de Récamier, l'oftalmoscopi, el laringoscopi, cateterisme esofàgic per a l'alimentació, cateterisme uterí amb fins diagnòstics, etc...

#### Especialitats
Fins al 1868 no es va plantejar obertament el tema de l'especialització. Llavors va ser quan Iborra va plantejar la seva conveniència en considerar-la una veritable «divisió del treball científic». Es va discutir també si les malalties de coll podien constituir una especialitat com succeïa amb l'hidroteràpia o l'oftalmologia. La venereologia va ser considerada com a tal i se'n van publicar diversos treballs, especialment sobre la sífilis. El mateix va passar amb la pediatria, de la qual van aparèixer publicacions sobre l'alimentació dels infants, raquitisme infantil, malalties òssies infantils i sobre els avantatges de la lactància materna, com el discurs «Ventajas de la lactancia materna», de Francesc de Paula Peiró i Serrano, pronunciat a la Reial Acadèmia de Medicina de València i reproduït al Butlletí.
Pel que fa a la neuropsiquiatria es va discutir el 1860 i 1888 sobre l'hipnotisme, de les il·lusions i al·lucinacions, d'histerisme i hipocondria, de demència i idiòcia, i es va fer un examen crític de l'espiritisme, entre d'altres.

#### Farmacoteràpia
El Butlletí de l'Institut Mèdic Valencià, «El Siglo Médico» i «La Independència Mèdica» van publicar el cinquanta per cent dels articles sobre farmacoteràpia. El centenar de treballs que van aparèixer al Butlletí entre 1841 i 1875 van estar signats en la seva immensa majoria per autors valencians entre els quals figuren clínics i cirurgians com Josep Vicente Fillol, Peset i Vidal, Ferrer i Viñerta, Ferrer y Julve, Vicente i Hedó, i diversos farmacèutics encapçalats per Salvador i Benedicto. En aquests articles es van estudiar, juntament amb temes de matèria mèdica vegetal, altres sobre l'acció dels alcaloides i glucòsids i sobre medicaments químics, entre ells, diversos arsenicals i mercurials, derivats del ferro i potassi, els àcids fènic i salicílic, l'hidrat de cloral, etc... El Butlletí també va donar cabuda a diverses ressenyes sobre medicaments extretes de revistes i llibres estrangers.

### Cirurgia i especialitats mèdico-quirúrgiques[57]
De cirurgia es van descriure quadres clínics d'interés, es van publicar articles de caràcter doctrinal, es van discutir temes d'actualitat i es van presentar tècniques originals.
De l'anestèsia es va publicar una ressenya de l'obra del soci corresponsal Vicente i Hedó «Análisis de cuanto se ha dicho sobre el éter como medio de acallar el dolor en las operaciones quirúrgicas y obstétricas, con algunas reflexiones acerca de los experimentos hechos: 1º En los animales. 2º En el hombre sano. 3º en los enfermos u operandos», tot just un any després que tingueren lloc al món les primeres intervencions amb èter. Van seguir altres treballs que documentaren l'experiència dels socis de l'Institut amb el cloroform, el sulfat d'atropina, el clorhidrat de cocaïna, el carbur d'hidrogen, el cloral i el seu hidrat. També es van publicar ressenyes de llibres i articles del mateix tema. El 1880 Aguilar i Lara va proposar l'ús del protòxid de nitrogen com a superior a la resta de substàncies anestèsiques, i va descriure un aparell de la seva invenció per administrar-lo.

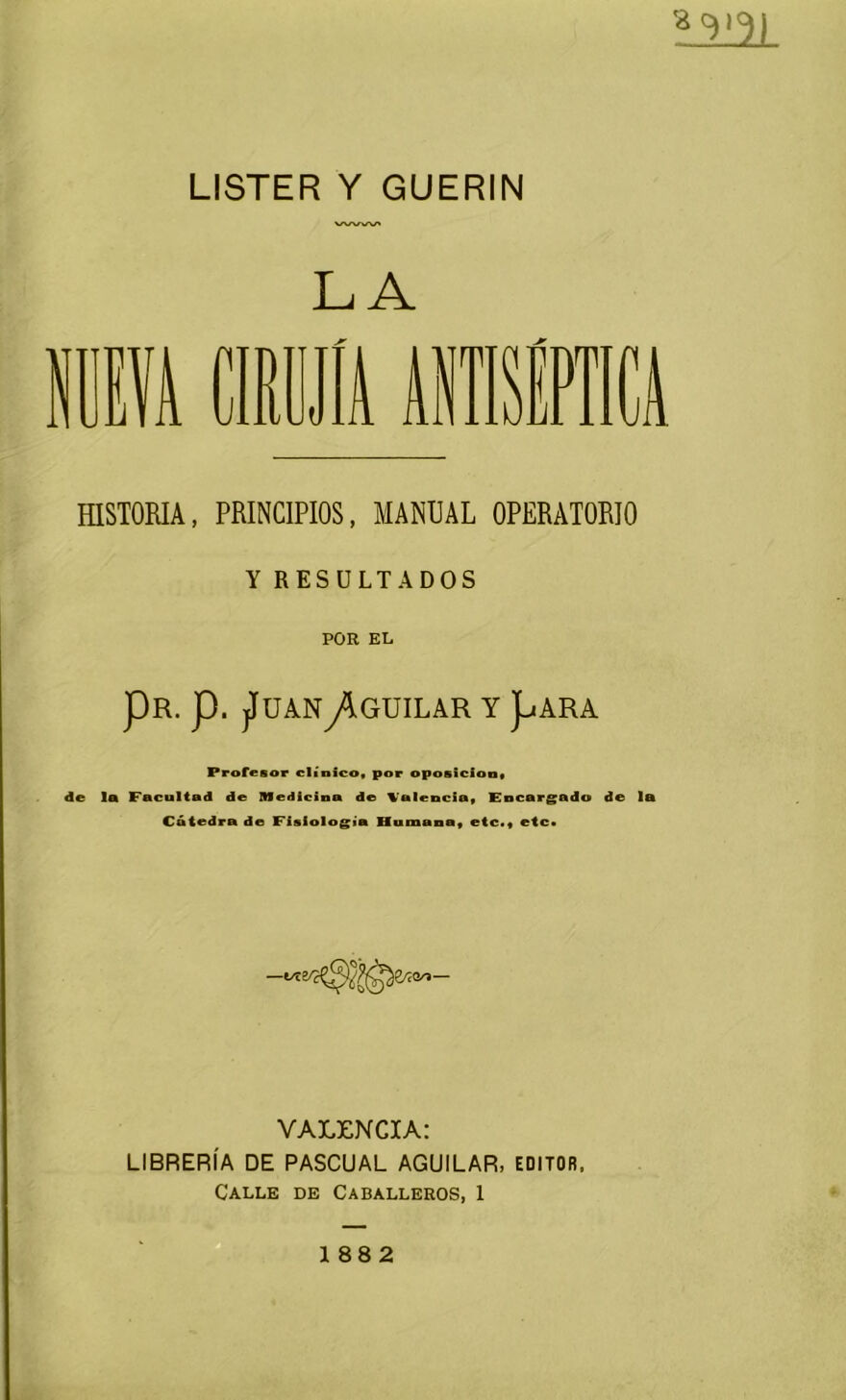
«La nueva cirujia antiséptica»

Moliner va parlar el 1889 de pleurotomia, López i Sancho ho va fer el 1894 del tractament quirúrgic de les cavernes pulmonars. Carreras i Sanchis va informar de l'ús de l'antisèpsia en parlar de les cures de Guérin i Lister. La introducció d'aquesta tècnica hemostàtica se sol atribuir al tocoginecòleg Campà i al metge d'Aielo de Malferit Enric Herráez i Aguirre. Aquest darrer va recórrer a les polvoritzacions d'àcid fènic en un cas de fractura doble dels ossos de l'avantbraç que va operar el 1877. Ferrer i Viñerta la feu servir des del 1879. La seua experiència va ser recollida pel seu deixeble Aguilar i Lara a «La nueva cirujia antiséptica».

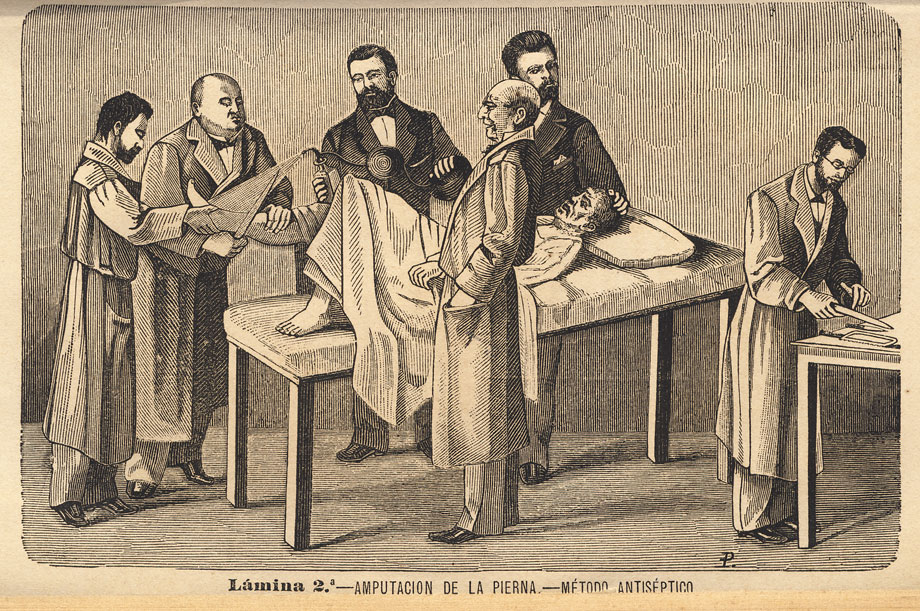
Amputació feta per Ferrer i Viñerta, «La nueva cirujia antiséptica»

També es van estudiar les ferides per projectils; el 1860 Bedoya va presentar a l'Institut per a la seva aprovació un instrument anomenat «pinces de bales».
Creus y Manso va dissertar sobre els apòsits utilitzats a les fractures dels membres. Bertran va presentar un embenat especial per a les fractures de clavícula i Zuriaga y Clemente, un altre per a fractures de membres. Lechón i Moya va descriure l'operació de l'articulació coxofemoral que va observar a Viena.
Pel que fa a l'hemostàsia, el Butlletí va reproduir el discurs de Rubio y Galí sobre la prevenció de les hemorràgies en cirurgia. Pelegrí Casanova va ressaltar les bondats de la bena d'Esmarch. Antonio Navarra va proposar l'acetat de plom com a mètode radical de curació dels aneurismes. Anys més tard Machí es va referir al tractament dels aneurismes de les extremitats.
Creus y Manso també va estudiar les sutures i Navarro va presentar la seva tècnica original de tractar esquerdes i fissures de l'anus.
Mas i Soler demostra el nivell aconseguit per la cirurgia valenciana de l'època, al presentar una esplenectomia el 1887, i el 1894 una intervenció per extirpar la llengua.

## Biblioteca i Hemeroteca[60]
Des del primer moment a l'Institut va crear una biblioteca i amb el temps rebia prop d'una centena de les principals revistes mèdiques professionals de tot Europa. Moltes s'obtenien per intercanvi amb el Butlletí, que actuaren com a mitjà eficaç per difondre les últimes novetats europees i reflectir amb precisió els problemes mèdics de la societat valenciana.
Per altra banda, la biblioteca es va anar nodrint de les publicacions dels socis, memòries presentades a concurs, regals i donacions, com per exemple la feta a la mort de Serrano i Cañete, on l'Institut va rebre 85 obres de Medicina i diversos fulletons. El 1863 comptava amb 690 obres científiques, 50 col·leccions periòdiques de Medicina i Ciències auxiliars, 35 lligalls de manuscrits i més de 60 memòries presentades a concurs.
El 1873 Joan Batista Peset va presentar un projecte de biblioteca que va ser immediatament acceptat. Va tenir tant d'èxit que al cap de poc temps s'havien reunit més de 730 obres.
Algunes revistes que es rebien:
| - El Correo médico quirúrgico - Union médicale de la Gironda - Revista de Farmácia e Ciências Auxiliares de Porto - La bandera de la homeopatía de L'Havana - Presse médicale de París - L'Independiente, de Praga - Memorial de sanidad del Ejército y Armada - Revista universal farmacéutica - Lo sperimentale de Florència | - Semanario médico español - Ärztliches intelligenzBlatt - Jornal d'associazao industrial Portuense - Revista de Farmacia italiana - Gazzetta Medica de Torí - Crónica Médico-quirúrgica de L'Havana - Anales de Ciencias médicas - La farmacia actual - Bollettino di Scienze Mediche de Bolonya |

## Les diferents seus[62]
La primera seu de l'Institut va ser al carrer de les Monges, número 1, a prop de la parròquia dels Sants Joans, de la Llotja de la Seda i del Mercat Central. El 1869 la seu de l'Institut es va traslladar al carrer d'En Bou núm. 8, on va estar la segona seu de l'Institut Mèdic Valencià, entre el 1869 i el 1877. La tercera seu va ser al carrer d'Eixarchs núm. 17, molt a prop del carrer de les Monges, a partir del 1877. A l'actualitat es troba a la seu del Col·legi Oficial de Metges de València, a l'Avinguda de la Plata núm. 20, del Cap i Casal.

## Relacions institucionals estatals[63]
Acabat de crear l'Institut va establir relació amb les associacions que tenien els mateixos objectius. Al llarg del segle xix va anar creixent el seu número. La relació s'establia per nomenament recíproc del president i secretari com a socis de mèrit, i la resta de la junta directiva com a socis corresponsals. S'intercanviaven publicacions, convocatòries de premis i memòries o articles, etc.
Entre aquestes es poden esmentar:
| - Reial Acadèmia de Medicina i Cirurgia de València - Academia de Emulación de Ciencias Médicas - Institut Mèdic Alacantí - Asociación Médica de Jerez de la Frontera - Asociación Médico-quirúrgica de Ávila - Reial Acadèmia de Ciències Naturals i Arts de Barcelona - Instituto Médico Español - Instituto Médico del Puerto de Santa María - Instituto de Ciencias Médicas de Murcia - Academia Quirúrgica Matritense | - Instituto Palentino de Ciencias Médicas - Academia Médica de Emulación de Santiago de Compostela - Academia de Esculapio - Acadèmia Quirúrgica Mallorquina - Academia de Medicina y Cirugía de Granada - Academia de Medicina y Cirugía de Valladolid - Academia Médico-quirúrgica Matritense - Institut Mèdic Reusenc de Vacunació - Agencia Médica Aragonesa |

Les relacions amb la Reial Acadèmia de Medicina i Cirurgia de València van fluctuar en el temps. Durant la primera etapa es van produir enfrontaments. Quan es va crear l'Institut, l'Acadèmia de Medicina i Cirurgia de València vivia sumida en l'apatia. El Butlletí va publicar l'agost del 1842 una editorial per recordar-li l'obligació de vigilar la sanitat dels pobles, i l'Acadèmia de Medicina i Cirurgia que va ser interpretar malament les intencions de l'Institut, el va presentar en una sessió com a trastornador de l'ordre social en sembrar l'alarma als pobles i la desconfiança envers les autoritats. L'Institut ferit per aquestes apreciacions, va ser obligat per la Junta Suprema de Sanitat a inserir al Butlletí un escrit de l'Acadèmia perquè cesara l'alarma.

## Relacions institucionals internacionals[63]
L'Institut Mèdic Valencià va mantenir durant la primera etapa relacions amb diferents institucions europees. Van sol·licitar relacions amb l'Institut la Societat Mèdica de Nimes, la Societat Físico-Mèdica d'Erlangen, Junta Mèdica de Munic, i Acadèmies Mèdico-quirúrgiques de Gènova, Ferrara, Bolonya, etc... Fins i tot va arribar a tenir representants a diversos països. El 1845 es van nomenar diversos socis corresponsals: a Charles van Swygenhoven, redactor de la «Gazette médicale belge»; Everard, metge dels reis dels Països Baixos; i a Methyssens i Beng, de Brussel·les. L'Institut va ser nomenat també societat corresponsal per la Societat de Ciències Mèdiques de Lisboa. El 1851 l'Institut va establir relació amb «The Animal Vaccine Establishment» i va nomenar John Sutherland el seu representant. Així mateix va designar a Vicente i Hedó el seu representant a París. S'aconseguí establir relació amb la «Société médicale d'Indre et Loire» i amb l'Académie nationale de médecine.
Als premis que convocava, no només hi van concórrer científics nacionals sinó que també ho van fer de l'estranger, i s'admetien treballs redactats en castellà, llatí, francés, portugués, anglés o italià. Entre els autors presentats es poden esmentar: Ullesperger, Ange Marie Thore, Leport, Louis-Auguste Desmarres, Gade, Joulin, Grandual, Anatole Bougarde, Ch. Echert, Jean-Baptiste Joseph Bousquet, i Isidore Guitard.
El 1852 es van nomenar diversos representants: als Estats Pontificis, el Dr. Agostino Cappello, a Portugal el Dr. Grande, a Rússia el Dr. Rosemberg, a Sardenya el Dr. Bo, a la Toscana el Dr. Betti, a Imperi otomà el Dr. Esteban Bartoletti, a Àustria el Dr. Guglielmo Ménis , a Dues Sicílies el Dr. Carbonaro, i el Dr. Costi, a Grècia.
L'Institut Mèdic Valencià i la Facultat de Medicina de València van ser les dues úniques institucions a nivell estatal que es van sumar a l'homenatge internacional a Theodor Schwann a Lieja. També es va unir a la idea de crear l'Institut Pasteur, al qui va nomenar soci de mèrit.

## Relacions institucionals no mèdiques[63]
L'Institut també va mantenir relacions molt estretes amb institucions no mèdiques i associacions valencianes com:
| - Societat Econòmica d'Amics del País - Societat Valenciana d'Agricultura, Indústria i Comerç - Acadèmia Científico-literària catòlica - Ateneu Científic, Literari i Artístic - Academia de Legislación y Jurisprudencia - Ateneu Mercantil | - Ateneu Casino Obrer - Lo Rat Penat - Societat El Taller - Col·legi Sant Pau - Liceu de València - Societat de la Propagació i Millora de l'Educació del Poble |

## Presidents del període 1841-1900[64]
| - Lluís Bertran i Besante (1841) - Joaquim Casany i Riglà (1842-1844) - Salvador López i Català (1845) - Ramon Noguera i Martínez (1846-1853) - Manel Encinas i Navarro (1856-1858) - Antoni Navarra i Valentí (1859-1874) - Joaquim Casany i Riglà (1863-1868) - Joan Baptista Peset i Vidal (1869-1874) - Francesc Navarro i Rodrigo (1875-1878) | - Nicolás Ferrer y Julve (1879-1880) - Joaquim Serrano i Cañete (1881-1882) - Enric Ferrer i Viñerta (1883-1884) - Juli Magraner i Marinas (1884-1888) - Constantí Gómez i Reig (1889-1890) - Josep Maria Machí i Burguete (1891-1892) - Francesc Cantó i Blasco (1893-1894) - Pere Lechón i Moya (1895-1896) - Pelegrí Casanova i Ciurana (1897-1900) |

## Primer Congrés Mèdic-Farmacèutic Regional (1891)[21]

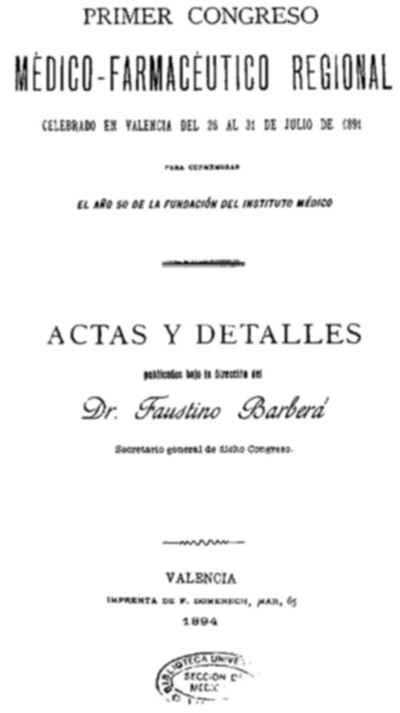
Primer Congrés Mèdico-Farmacèutic Regional

Amb motiu de celebrar-se el cinquanté aniversari de la fundació de l'Institut, el 15 de novembre de 1889, un grup de socis, entre els quals cal destacar Faustí Barberà, va demanar a la Junta general que se celebrara un Congrés Mèdico-Farmacèutic Regional; la Junta, presidida per Gómez i Reig, acceptà i en va constituir una d'organitzadora, una subcomissió organitzadora a Alacant i una altra a Castelló. L'esdeveniment es va celebrar en el moment en què l'Institut Mèdic Valencià estava en declivi, com ho estava la medicina valenciana de l'època.

## Composició de la Junta organitzadora del Congrés
- President: Machí i Burguete
- Vicepresidents: Mas i Soler i Pere Chiarri
- Tresorer comptador: Vicent Guillén
- Secretari: Faustí Barberà
- Vicesecretari: Manel Olmos i Moreno
- Vocals: Francesc Cantó, Jaume Albiol i Aguilella, Candela, Moliner, Adolf Cervera i Moltó, Josep Avenyó i Lanuza, Sanchis i Bergón, Josep Maria García i Zahonero, Josep LLuís Vidal, Joan Bartual, Francesc Bolinches i Magallón, Enrique Slocker y la Rosa, Manuel Lassala.

Les Actes del Congrés van trigar tres anys a publicar-se a causa de problemes amb el tipògraf, encara que segons Barberà, també va mancar el compliment de les diferents seccions de l'Institut en la revisió dels continguts.

## Assistents
| - Frederic Ballester i Milán - Esteve Sánchez i Santana - Antoni López i Solano - Germà Rodríguez i Dalmau - Llorenç Colomer i Peris - Rafel Pastor i Reig - Enrique Slocker de la Pola - Pelegrí Bayarri - Daniel Ruiz i Graneria - Pere Zaragozà - Jaume Mur i Morera - Carles Massiá i Miralles - Emili Simó i Llobat - Ramon Alís i Mata - Alfred Minué i Melià - Josep Pérez i Fuster - Fernando Andreu i Romero - Abelard Lloret i Ros - Juan López y González - Joan Torres i Babí - Nicolau Sanchis i Tomàs - Francesc Villanueva i Esteve - Josep Verdonces - Eduard Vilar i Torres - Antoni Bort i Labastida - Pere Yago - Francesc Escolano i Albert - Josep Maria García i Zahonero - Adolf Royo i Soriano - Josep Àvila - Càndid Antolín i Lorente - Alfons Caparrós - Farmacèutic Corell | - Ricard Vidal i Emo - Josep Segarra - Modest Mas i Calvo - Adolf Batllés i Gómez - Climent Ramón i Tomàs - Lluís Viader i Saner - Rafel Domingo i Crespo - Pere Chiarri i Llobregat - Miquel Domingo i Roncal - Simó Besalduch i Querol - Ferran Martínez i Gallent - Joan Martínez - Pau Colvée i Roura - Mauro Guillén i Comín - Vicente Navarro i Gil - Ramir Ripollés i Ramos - Francesc Moliner i Nicolás - Juli Magraner i Marinas - Bernat Aliño i Alcaraz - Josep Aguilar i Brunet - Jaume Albiol i Aguilella - Nicolás Ferrer y Julve - Amalio Gimeno y Cabañas - Pere Lechón i Moya - Vicent Serrano i Martínez - José Juan Dómine - Rafael Salillas y Panzano - Ramon Maria Gómez i Ferrer - Juli Oltra de Leonardo - Francesc de Borja Aguilar i Martínez - Tomàs Marzal i Marco - Antoni Cebolla i Romero - Francesc Bolinches i Magallón | - Enric Basora i Ferrer - Casimiro Guillermoti i Roig - Antonio López - Ramon Climent i Zimmerman - Josep Fernández i Martí - Manel Olmos i Moreno - Vicent Guillén i Marco - Josep Andrés i Fabià - Francesc Cantó i Blasco - Manel Carreras i Sanchis - Lluís Artigues i Soler - Eduard Gómez - Daniel Torres - Manuel Isidro Osio Valero - Joaquim Vera i Calabuig - Eugeni Casanova - Josep Llorca - Miquel Mas i Soler - Manuel Porres i de la Ornilla - José Silvestre i García - Francesc Navarro i Rodrigo - Tomàs Blanco i Bandebrande - Antoni Torrero i Romero - Felip Farinós i Marques - Josep García i Donato - Rafel Comenge i Picó - Juli Ferri i Valls - Faustí Barberà i Martí - Lluís Vidal i Lloret - Rafel Martínez i Seguí - Josep Quilis - José Sanchis Bergón - 2 assistents desconeguts |

## L'Institut al present[h][65]

### La recuperació de l’Institut Mèdic Valencià: Etapa actual
Fins ben entrada la segona meitat del segle xx no es donaren les condicions sociopolítiques necessàries per reviure l'Institut Mèdic Valencià (IMV). El fort centralisme, la percepció que les estructures col·legials no responien a les expectatives de determinats col·lectius, i el desfasament entre els líders i les necessitats reals de salut territorial, especialment a nivell provincial, van posar en evidència la necessitat de revitalitzar certs espais de debat i participació.
L'any 1977, un grup de metges compromesos amb la modernització dels estudis de salut i la seva adaptació a la realitat social del moment va constituir una comissió gestora per actualitzar l'IMV. Aquesta comissió es va formar en una assemblea celebrada el 14 de març de 1977 al Paraninf de la Facultat de Medicina de València. Els membres fundadors van ser els doctors Josep Lluís Barberà Pròsper, Josep Cano Ivorra, Joaquim Donat Colomer, Vicente López Merino, F. Millet Millet, A. Mira Ribera i E. Noguera Puchol.
Després de revisar i adaptar els estatuts, aquesta comissió va regularitzar les activitats de l’IMV, culminant amb les primeres eleccions d’aquesta segona etapa, celebrades el 24 de gener de 1978. La candidatura encapçalada pel doctor Vicente López Merino va resultar guanyadora. El desembre d’aquell mateix any, es va publicar el primer full informatiu de l’Institut Mèdic Valencià, marcant l’inici d’una nova etapa plena de renovació i dinamisme.
Actualment l'Institut concedeix els següents premis i beques:
- Premi Röel de l'Institut Mèdic Valencià.
- Premi Fundació Bancaixa d'investigació mèdica.
- Beca Dr. Joan Pallarés per a l'acreditació europea en oftalmologia
- Beca Dr. Joan Peset i Aleixandre de l'excel·lentíssim Ajuntament de València.
- Premi IVAFER Lluís Mifsut.

També ha publicat els següents treballs:
- Fresquet Febrer, José Luis; Morales Olivas, Francisco (pròleg). Publicacions de la Universitat de València. El Instituto Médico Valenciano (1898-1930) de la catástrofe del 98 a la Segunda República, 2017. ISBN 9788491330776. (castellà)
- Codina Bas, Juan Bautista. Publicacions de la Universitat de València. Mauro Guillén Comín. Dermatólogo y leprólogo, Director Médico de Fontilles: València, 1876-1932, 2014 (Serie Minor). ISBN 9788448259020. (castellà)
- Codina Bas, Juan Bautista. Institut Mèdic Valencià. Memorias. Instituto Médico Valenciano 1979-2009, 2010. ISBN 9788437078885. (pdf) (castellà)
- Codina Bas, Juan Bautista. Ajuntament de Xàbia, Fundació Fontilles i l'Institut Mèdic Valencià. Jaime González Castellano, el médico que soñó Fontilles (Xàbia 1832-1917), 2010. ISBN 978-84-87898-17-4. (castellà)
- Fresquet Febrer, José Luis. «Institut Mèdic Valencià».  València:  Institut d'Història de la Ciència i Documentació López Piñero - Institut Mèdic Valencià, 2006. [Consulta: 24 desembre 2023]. (DVD), (html) (castellà)
- VV.AA. Editorial Denes. Instituto Médico Valenciano. Unidad de Historia de la Medicina, 2002. ISBN 84-95802-12-0. (castellà)